# Saprosites carinatus
Saprosites carinatus är en skalbaggsart som beskrevs av Bordat 1992. Saprosites carinatus ingår i släktet Saprosites och familjen Aphodiidae. Inga underarter finns listade i Catalogue of Life.